# Battlefield 2
Battlefield 2 ist ein 2005 veröffentlichter Ego-/Taktik-Shooter und der dritte Titel der Computerspielreihe Battlefield. Die Vorgängerspiele waren Battlefield 1942 und Battlefield Vietnam, der Nachfolger ist Battlefield 3. Die Ziffer 2 im Titel steht für den zweiten Teil der Reihe, der von DICE Schweden entwickelt wurde (Battlefield Vietnam wurde von DICE Kanada entwickelt).

## Spielprinzip
Battlefield 2 spielt hauptsächlich im Nahen und Fernen Osten der Gegenwart, im Boosterpack „Armored Fury“ wurde die Handlung auf den amerikanischen Kontinent verlegt. Der Boosterpack „Euro Force“ bezieht die europäische Union in das fiktive Kriegsgeschehen im Nahen Osten mit ein. Das Spiel besitzt eine modernere Grafik als die vorherigen Teile der Battlefield-Reihe und es wird mehr Wert auf Taktik und Teamwork gelegt. Battlefield 2 handelt vom Kampf dreier Kriegsparteien (USA mit dem USMC, China mit der PLA, und eine fiktive Koalition des Nahen Ostens, die Middle Eastern Coalition – kurz MEC), die mit modernen Waffensystemen wie z. B. dem M1A2 oder der SU-34 gegeneinander kämpfen. Dabei können wieder bis zu 64 Spieler auf 13 Karten gegeneinander antreten, die jeweils in einer 16-, 32- und 64-Spieler-Variante verfügbar sind.
Die 13. Karte „Wake Island 2007“ ist mit dem Patch 1.3 hinzugekommen und entspricht geographisch gesehen der gleichnamigen Karte „Wake Island“ aus Battlefield 1942. Des Weiteren gibt es seit dem Patch 1.4 die 14. Karte „Road to Jalalabad“. Unabhängig von den Patches erschien im Juni 2007 die 15. Karte mit dem Namen „Highway Tampa“. Mit dem Patch 1.5 vom 1. September 2009 wird Battlefield 2 um die 16. Karte „Operation Blue Pearl“ erweitert. Zudem sind in dem Patch die Boosterpacks „Armored Fury“ und „Euro Force“ kostenlos enthalten, was die Zahl der Karten auf 22 erhöht.

### Wichtige Neuerungen
- der Commander-Modus
- das Squad-System
- die Kommunikations-Schnellauswahl (Commo-Rose)
- das Ranking-System
- VoIP

Auch Battlefield 2 enthält das Anti-Cheat-Tool PunkBuster.

#### Commandermodus und Squadsystem
Eine der wichtigen Neuerungen gegenüber den Vorgängern ist der Posten des Commanders. Dabei können sich Spieler zu Beginn der Runde als Commander bewerben; derjenige Bewerber mit dem höchsten militärischen Dienstgrad besetzt den Posten. Der Commander kann weiterhin aktiv am Spielgeschehen teilnehmen, jedoch stehen ihm auch eine Menge zusätzlicher Funktionen zur Verfügung. So kann er z. B. andere Spieler (nur Squadleader, s. u.) auf einer Übersichtskarte zu einem Einsatzpunkt dirigieren oder ihnen Befehle erteilen, die diese dann an ihre Squadmember weitergeben können. Außerdem kann der Commander eine Aufklärungsdrohne (engl. UAV: Unmanned Aerial Vehicle, auf Deutsch „Unbemanntes Luftfahrzeug“) starten, die einen Bereich des Schlachtfeldes für einige Sekunden überwacht und die Position von Gegnern allen Spielern des eigenen Teams anzeigt. Weiterhin kann der Commander Versorgungskisten (und ab Version 1.3 auch Fahrzeuge) per Fallschirm abwerfen, an denen andere Spieler sich heilen und ihre Munition auffüllen können. Zudem hat der Commander die Möglichkeit, in bestimmten Zeitabständen jeden beliebigen Punkt auf der Karte durch Artillerie unter Beschuss zu nehmen. Dem Commander ist es auch möglich, jeden einzelnen Punkt der Karte genau zu beobachten und die Übersichtskarte so weit zu zoomen, dass er seine Mitstreiter vor einzelnen feindlichen Soldaten warnen kann. Des Weiteren hat er die Möglichkeit, die Karte komplett nach Gegnern zu scannen und deren Positionen seinem Team mitzuteilen. Die gegnerischen Mitspieler können jedoch die Handlungsfreiheit des Commanders einschränken, indem sie seine Radarstation, seinen UAV-Trailer oder seine Artilleriegeschütze zerstören.
Ein Squad ist ein kleinerer Verband innerhalb eines Teams, das aus bis zu sechs Spielern besteht (ein Squadleader und bis zu fünf Squadmember). Dabei kann nur der Squadleader direkt mit dem Commander kommunizieren (z. B. kann er Befehle anfordern oder vom Commander eine der o. g. Commanderfunktionen anfordern). Auch kann er seinen Squadmembern Befehle erteilen (z. B. „Hier angreifen!“, „An diese Position vorrücken!“ oder „Hier reparieren!“). Zusätzlich dient er als mobiler Einstiegspunkt für seine Squadmember. Dies ist jedoch nur möglich, solange das Team mind. eine Flagge unter Kontrolle hat. Aus taktischen Gründen bleibt so der Squad Leader zumeist versteckt und lässt die Squadmember für sich arbeiten. Der Squadleader hat die Möglichkeit, andere Mitspieler in sein Squad einzuladen oder auch wieder aus dem Squad zu entfernen.
Ein Spieler wird Squadmember, sobald er in das Squad eines Squadleaders eintritt. Nun hat er die Möglichkeit, mit den anderen Squad-Mitgliedern via VoIP zu kommunizieren und im Falle des Ablebens wieder beim Squadleader einzusteigen. Nach dem sogenannten Spawn (Neueinstieg) orientiert sich der Squadmember nach seinem Squadleader.
Dieses Squadsystem trägt zur stärkeren Ausrichtung des Spiels auf Teamwork und Strategie bei, da diese Squads als kleine Gruppen effektiv und unabhängig voneinander im Gefecht operieren können. Somit kann der Spieler wesentlich effektiver kämpfen, wenn er nicht allein, sondern im Verbund vorgeht.
Die letzte Möglichkeit zu spielen ist der Einsame Wolf (Lone Wolf). Diese Spieler gehören keinem Squad an. So können sie selbstständig agieren und beispielsweise die Ausrüstung des feindlichen Commanders sabotieren. Oft wählen Scharfschützen diese Möglichkeit, um zu verhindern, dass sie in ihrem Versteck durch Squad-Mitglieder enttarnt werden.

#### Weitere Neuerungen
Das sogenannte „Commo-Rose“ dient zur nonverbalen Kommunikation. Per Knopfdruck wird um das Fadenkreuz des Spielers herum mehrere Kommunikationsmöglichkeiten (wie z. B. „Feindkontakt“, „brauche Unterstützung“, „brauche Munitionsnachschub“ oder „bitte um Abholung“) aufgelistet, welche der Spieler mit der Maus dann auswählen kann und auf dieser Art den anderen Teammitgliedern Informationen übermitteln oder Unterstützung anfordern kann.
Mit den Statistiken werden nun alle Aktionen eines Spielers auf einem Zentral-Server gespeichert, die auf einem offiziellen Ranked-Server vorgenommen werden. Somit kann man jederzeit Daten wie Spielzeit, Kills, Zeit auf bestimmten Karten u. v. a. im Internet ansehen. Mit dem Erreichen von bestimmten Punktzahlen (Global Score) wird der Spieler in den nächsten Rang befördert. Hier können Spieler, je nach Dienstgrad, neue Waffen freischalten (im Singleplayer kann man jedoch nicht mit freigeschalteten Waffen spielen). Durch verschiedene Tätigkeiten, z. B. dem Absolvieren einer bestimmten Spielzeit, ist es möglich, verschiedene Auszeichnungen zu erwerben. Diese Auszeichnungen (Medaillen, Ribbons, Abzeichen) sind, wie die verfügbaren Ränge, echten militärischen Dienstgraden und Auszeichnungen nachempfunden. Dieses System der Beförderungen erzeugt Konkurrenz zwischen den Spielern, die über die einzelnen Runden hinausgeht, und ist somit für den Reiz des Spieles mitverantwortlich.
Das Spiel verfügt zudem über VoIP, eine eingebaute Funktion zur Kommunikation der Spieler untereinander (ähnlich Teamspeak). So können selbst Gelegenheitsspieler miteinander Strategien absprechen oder um Hilfe rufen – Mikrofon vorausgesetzt – ohne weitere Programme installieren zu müssen. Die Entwickler haben zudem darauf geachtet, dass auch beim Funkgespräch ein gewisser Grad an Realität vorhanden ist. So wurden folgenden Einschränkungen getroffen:
- Squadlose Spieler können nicht reden.
- Spieler eines Squads können sich nur mit ihrem Squad unterhalten.
- Squadleader können sowohl mit ihrem Squad als auch mit dem Commander sprechen.
- Der Commander kann nur mit Squadleadern reden.

## Klassensystem
Bei Battlefield 2 gibt es – wie in Battlefield 1942 – das Klassensystem. Soldaten werden dazu in Aufgabenkategorien eingeteilt.
Hier gibt es in jedem Team die gleichen Klassen. Sie sind jedoch durch unterschiedliche Waffen gekennzeichnet (im niedrigsten Rang kann man keine Waffe freischalten). So kommt es, dass sich die Soldaten in unterschiedlichen Teams auch durch ihre Waffen unterscheiden. Diese sind jedoch so balanciert, dass die gleiche Klasse in allen Teams dieselbe Durchschlagskraft besitzt.

### Special Forces
Die Special Forces (sogenannte „Spec Ops“ für Special Operations) operieren eher im Hintergrund und sind nicht für den Einsatz an vorderster Front gedacht. Durch fehlende Rüstung können sie auch über längere Strecken sprinten. Dadurch sind sie aber gegenüber stärker gepanzerten Einheiten oder gar Fahrzeugen eher hilflos. Sie besitzen zwar ein äußerst präzises Gewehr als Primärwaffe, aber ihre tatsächliche Zerstörungskraft liegt im C4. Dadurch lassen sich feindliche Stützpunkte bei Bedarf sprengen, hauptsächlich ist das C4 aber für die Zerstörung strategisch wichtiger Punkte vorgesehen. Dazu gehören vorrangig die UAV-Leitstelle, die Artillerie oder das Radar des Feindes, aber auch Brücken und Fahrzeuge können somit effektiv zerstört werden. Er kann von überall auf der Karte die Sprengladungen mit seinem Fernzünder zur Detonation bringen – vorausgesetzt, er ist in der Zwischenzeit nicht gestorben. Wenn er stirbt, können Team-Mitglieder oder auch Feinde seine Ausrüstung aufheben und die Sprengsätze zur Explosion bringen.

### Scharfschütze
Auch dem Scharfschützen (engl. sniper) ist eine Rolle im Hintergrund zugedacht. Dazu besitzt er einen Ghillie-Anzug, der ihn zusammen mit Pflanzen (Gräsern, Bäumen und Sträuchern) in seiner Umgebung schwer erkennbar macht, um so möglichst unentdeckt zu bleiben.
Er soll nicht nur feindliche Infanterie-Einheiten aus der Ferne ausschalten, sondern auch feindliche Fahrzeuge „sichten“ und sie an seine Kameraden durchfunken. Taktisch wichtige Punkte wie zum Beispiel Kontrollpunkte kann er zusätzlich mit zwei Claymore-Anti-Personen-Minen gegen Infanteristen absichern. Da er wie die Special-Forces-Klasse schwach gepanzert ist, kann er zwar länger sprinten, ist aber im Nahkampf stärkeren Einheiten unterlegen.

### Sturmsoldat
Der Sturmsoldat ist die eigentliche Kampfeinheit im Spiel. Sie ist mit einer starken Rüstung ausgestattet, hat aber außer der üblichen Ausrüstung (Messer, Pistole und Granaten) kein nennenswertes Waffenzubehör, bis auf Blend- oder Rauchgranaten und einen integrierten Granatwerfer, welcher beim Volltreffer die gegnerische Einheit sofort tötet.

### Versorgungssoldat
Da es im Gegensatz zu den Vorgängern keine fest installierten und unzerstörbaren Munitionskisten mehr gibt, wurde dem Versorgungssoldaten (engl. supply) die Rolle des Munitionsnachschubs zugedacht. Dazu besitzt er Munitionspakete (engl. Ammo-Packs), die er seinen Kameraden zuwerfen kann und sie und sich selbst dadurch wieder aufmunitionieren kann oder sich in einem Fahrzeug befindet und Teammitglieder in der näheren Umgebung mit Munition versorgen kann. Er kann die Pakete auch in der Gegend verteilen. Läuft ein Spieler darüber, wird sein Munitionsvorrat wieder komplett aufgefüllt. Dabei spielt es keine Rolle, welcher Klasse der Kamerad angehört. Für das Aufmunitionieren erhält derjenige, der das Ammo-Pack ausgelegt hat, einen Teampunkt.
Weil der Versorgungssoldat auch an der Front seine Teammitglieder mit Munition versorgen muss, ist er mit einer starken Panzerung, sowie einem leichten Maschinengewehr ausgestattet, durch die er beim Sprinten und Springen allerdings schneller an Kraft verliert.

### Pionier
Der Pionier ist mit seinem Schraubenschlüssel für Reparaturen an zerstörbaren Objekten zuständig: egal, ob Fahrzeuge, Brücken, Artillerie-Geschütze, Radar- oder UAV-Wagen. Durch die Reparatur an diesen Objekten erhält der Pionier abhängig vom Reparaturumfang einen Teampunkt. Diesen erhält er jedoch nur, wenn es sich um ein eigenes Fahrzeug oder eigene Commander-Mittel handelt. Für das Reparieren von neutralen Objekten (dazu gehören unter anderem zerstörte Brücken und unbemannte Fahrzeuge) gibt es keine Reparaturpunkte. Je mehr Pioniere an einem Objekt reparieren, desto weniger Zeit wird zum Reparieren benötigt. Sitzt ein Pionier in einem Fahrzeug, werden beschädigte Objekte und andere Fahrzeuge in der Nähe automatisch repariert.
Ebenso wichtig ist das Auslegen von Panzerabwehr-Minen (engl. AT-Mines, Anti-Tank-Mines). Dazu kann er die Minen auf den Boden legen. Fährt ein Fahrzeug darüber, wird es samt Insassen in die Luft gesprengt und dabei eliminiert. Sinnvoll zum „Sperren“ bestimmter Zufahrten. Infanteristen können diese Minen nicht auslösen.
Der Pionier kann Minen (egal ob feindliche oder eigene) jeglicher Art (dazu gehören auch die vom Scharfschützen gelegten Claymores) auch wieder räumen, indem er sie mit dem Schraubenschlüssel beseitigt.
Allerdings muss der Pionier aufgrund seiner fehlenden Panzerung aufpassen, dass er von seinem Team gut geschützt wird.

### Sanitäter
Wie auch in Battlefield 1942 ist der Sanitäter (engl. medic) in Battlefield 2 wieder mit von der Partie. Er bekommt durch den Defibrillator allerdings ein sehr mächtiges Zubehör mit auf den Weg: er kann schwer verletzte Kameraden wieder reanimieren. In den meisten Fällen werden Kameraden durch Geschosse „nur“ kritisch verwundet und sterben „erst“ nach 15 Sekunden (vom Server festgelegte Zeit – auf einem Ranked-Server: 15 Sekunden). Das ist das Zeitfenster für den Sanitäter, um zum Verwundeten zu eilen und ihn mit Hilfe des Defibrillators wieder zu beleben. Gelingt dies, hat der Reanimierte wieder volle Gesundheitspunkte und kann weiterkämpfen. Der Sanitäter bekommt dafür zwei Teampunkte.
Gewisse Umstände führen allerdings zum sofortigen Ableben des Soldaten, sodass er nicht mehr reanimiert werden kann – er ist dann eliminiert (was dem Spieler auch angezeigt wird): direkter Treffer durch Artillerie, Panzer- oder Panzerabwehrgeschoss, wenn er in einem Fahrzeug gestorben ist, sich beim Ableben gerade an einer stationären Abwehrstellung oder auf einer Leiter befunden hat oder wenn er von einem Fahrzeug überfahren wurde. Granaten können Spieler bei einem Treffer nicht eliminieren. Explodieren allerdings mehrere Granaten in unmittelbarer Nähe eines schwer verwundeten Soldaten, so führt das zu seiner Eliminierung und er kann nicht mehr reanimiert werden.
Ebenso kann der Sanitäter in einem Fahrzeug Teammitglieder in der näheren Umgebung heilen oder Medipacks verteilen. Die Spieler, die darüberlaufen, werden komplett geheilt. Dadurch erhält der Sanitäter den Vorstoß seiner Truppen am Leben und bekommt nebenbei noch einen Teampunkt. Er kann sich ebenfalls selbst heilen, weswegen der Sanitäter eine gern gewählte Klasse ist.
Der Sanitäter sollte ebenso nicht im unmittelbaren Fronteinsatz eingesetzt werden, da er ebenso schwach gepanzert ist wie der Pionier, der Scharfschütze oder der Spec-Op.
Die Community kritisiert oft die erhebliche Stärke des Sanitäters. Dieser ist mit den Waffen Messer, Pistole, Granaten, starken und sehr präzisen Sturmgewehren, sowie Defibrillator (der auch als Waffe eingesetzt werden kann, eine erstaunlich große Reichweite aufweist und bei Treffer zum sofortigen Ableben des Opfers führt), was ihn schon mal zu einem sehr gefährlichen Gegner macht. Die schwächere Panzerung gegenüber gewissen anderen Klassen wird durch die Fähigkeit sich selbst zu heilen mehr als wettgemacht und mit dem Defibrillator kann er die gefallenen Kameraden schnell wieder ins Leben zurückrufen und sich so in kurzer Zeit eine ansehnliche Unterstützung sichern. Außerdem verfügt er über eine große Ausdauer, d. h., er kann länger sprinten als z. B. der Sturmsoldat.

### Panzerabwehrschütze
Der Panzerabwehrschütze kann Panzern, Transportpanzern und leichten Transportfahrzeugen wie Jeeps durch tragbarem Raketenwerfer und seiner schweren Panzerung aktiv gefährlich werden. Die abgefeuerten Raketen können bis zum Einschlag durch einen Lenkdraht zielgenau gesteuert werden, sodass sich auch bewegte Objekte treffen lassen. Benutzt der Schütze dabei den Zoom, ertönt bei dem anvisierten Fahrzeug ein Warnton, sodass der Fahrer Gegenmaßnahmen ergreifen kann – zum Beispiel kann der Fahrer eines Panzerfahrzeugs Nebelbatterien abfeuern, um das Zielen zu erschweren und sich gegebenenfalls zurückzuziehen.
Im Gegensatz zu anderen Ego-Shootern besitzt der Raketenwerfer einen sehr geringen Streuschaden, sodass der Raketenwerfer präzise gezielt eingesetzt werden muss.
Gegen Infanterie kann sich der Panzerabwehrschütze mit einer leichten Maschinenpistole oder einer freischaltbaren Schrotflinte zur Wehr setzen.

## Patches
| Versionsnummer | Patch | Erscheinungsdatum |
| -------------- | ----- | ----------------- |
| 1.0.2442.0     | 1.0   | 23. Juni 2005     |
| 1.1.2475.0     | 1.01  | 6. Juli 2005      |
| 1.1.2484.0     | 1.02  | 16. Juli 2005     |
| 1.1.2551.0     | 1.03  | 4. Oktober 2005   |
| 1.1.2552-344.0 | 1.1   | -                 |
| 1.1.2554-356.0 | 1.12  | 11. Dezember 2005 |
| 1.1.2696-528.0 | 1.2   | 14. Februar 2006  |
| 1.1.2716-548.0 | 1.21  | 10. März 2006     |
| 1.1.2720-552.0 | 1.22  | 5. April 2006     |
| 1.1.2878-710.0 | 1.3   | 23. Mai 2006      |
| 1.1.2963-795.0 | 1.4   | 5. September 2006 |
| 1.1.2965-797.0 | 1.41  | 17. November 2006 |
| 1.5.3153-802.0 | 1.5   | 1. September 2009 |

Nach dem letzten Patch vom 1. September 2009 trägt das Spiel die Versionsnummer 1.50.
Zuvor wurde am 5. September 2006 der Patch 1.4 veröffentlicht, der zahlreiche Bugs beseitigte und mit „Road to Jalalabad“ eine weitere Ranked-Zusatzkarte präsentiert wurde. Die größte Neuerung ist der sogenannte „Infantry-Only-Modus“. Diese Serveroption lässt alle Fahrzeuge (mit Ausnahme von Booten) vom Schlachtfeld verschwinden, so dass die Soldaten nur noch „zu Fuß“ unterwegs sein können. Allerdings wird dieser Modus in der Community auch kritisiert, da er das für die Battlefield-Reihe typische Element der Fahrzeuge entfernt.
Zuvor erfuhr der im Mai erschienene Patch mit der Versionsnummer 1.3 harte Kritik, da er zu häufigen Serverabstürzen führte. Als wesentliche Neuerungen brachte Patch 1.3 mit sich:
- Den Spielmodus COOP; eine Mischung aus Single- und Multiplayer, bei der die menschlichen Spieler von computergesteuerten Spielern unterstützt werden.
- Die Verhinderung des sogenannten Squad-Hopping: Spieler können ihre Squadzugehörigkeit nun nur noch ändern, solange sie am Leben sind.
- Den Fallschirmabwurf von Jeeps durch den Commander, ähnlich wie die Versorgungsgüterfunktion.

Am 28. Juni 2007 veröffentlichte DICE/EA eine neue offizielle Ranked-Karte die den Namen „Highway Tampa“ trägt.
Am 23. Juni 2008 ließ DICE zum dreijährigen Jubiläum des Spiels und zum Verkaufsstart des Spiels Bad Company mitteilen, dass an einem neuen Update mit vorhergehender Open-Beta-Phase, gearbeitet wird.
Seit dem 1. September 2009 gibt es den Patch 1.5. In diesem 2 GB großen inkrementellen Patch sind unter anderem zwei neue Karten: Operation Blue Pearl und Highway Tampla sowie die Boosterpacks kostenlos enthalten und somit für jeden spielbar. Des Weiteren wurden kleine Änderungen an den Konfigurationen vorgenommen und das Spielen unter Windows Vista wird unterstützt.

## Modifikationen
Für Battlefield 2 sind eine Vielzahl von kostenlosen und nicht offiziellen Modifikationen veröffentlicht worden. Diese Mods beinhalten oftmals komplett neue Szenarien, Armeen oder Zeitalter. Es gibt sowohl einfache Veränderungen des Originalspiels, bis hin zu komplett neuen Inhalten.
So existiert eine Modifikation namens Project Reality, die ein realistischeres Spielgefühl erzeugt.

## Add-ons

### Special Forces

Logo von Special Forces

Im November 2005 erschien das erste Add-on namens Special Forces. Dieses wurde vom später aufgelösten Studio DICE-Kanada entwickelt, während für Battlefield 2 das Mutterhaus in Stockholm verantwortlich zeichnet. In diesem Add-on sind acht neue Karten (Devil’s Perch, Ghost Town, Leviathan, Mass Destruction, Night Flight, Surge, The Iron Gator, Warlord), von denen nur sechs im Singleplayer gespielt werden können, zahn neue Fahrzeuge und sieben neue Waffen enthalten. Der Schwerpunkt liegt beim Infanteriegefecht mit Spezialeinheiten und Rebellen. Es wurden zwei neue Nationen eingebaut (Russland und Großbritannien), sowie zahlreiche taktische Ausrüstungsgegenstände, wie Nachtsichtgerät, Enterhaken, Seilzug, Tränengas, Blendgranaten und Atemschutzmaske.

### Boosterpacks

#### Überblick
Bei „Boosterpacks“ handelt es sich im Falle von Battlefield 2 um kleine kostenpflichtige Add-ons zum Herunterladen, welche nicht so umfangreich wie das auf DVD/CD-ROM erschienene Add-on ausfallen.
Beide Packs konnten kostenpflichtig über den EA Store als Download erworben werden. Bezahlt wurde per Kreditkarte über das Internet-Zahlungs-System „ClickandBuy“ oder über giropay. In Deutschland waren alternativ Downloadkeys in gewöhnlichen DVD-Hüllen im Handel erhältlich.
Inzwischen sind beide Boosterpacks gratis im Patch 1.5 enthalten.

#### Euro Force

Logo von Euro Force

Das erste Boosterpack Euro Force erschien am 14. März 2006 und enthält die Europäische Union als neue Armee, sieben neue Waffen, vier neue Fahrzeuge sowie drei neue Karten (Taraba Quarry, Operation Smoke Screen und Great Wall). Ursprünglich war die Veröffentlichung für den 21. Februar angesetzt, wurde aber nach massiven Problemen mit dem Patch 1.2 verschoben. Die zwei auch im Hauptspiel verfügbaren neuen Waffen der Klassen Scharfschütze (L96A1) und Panzerabwehrschütze (FN P90) wurden von diesem Patch jedoch bereits planmäßig freigeschaltet.

#### Armored Fury

Logo von Armored Fury

Das zweite Boosterpack Armored Fury erschien am 8. Juni 2006 und führte zwei neue Fahrzeugklassen (Erdkampfflugzeuge und Aufklärungshubschrauber) ein. Außerdem wurden auf den drei neuen Karten die Schlachten auf den nordamerikanischen Kontinent verlegt. Des Weiteren wurde Wert auf klassische Panzerschlachten im Stil von Battlefield 1942 gelegt.

## Kritik

### Account
Spieler, die ihr Clan-Tag im Namen verwendet hatten, konnten dieses auch nach einem Wechsel des Clans nicht ändern. Mit Patch 1.03 hat EA die Möglichkeit eingeführt, ein Präfix vor dem Namen frei zu wählen. Für Multiplayerspiele im Internet wurde ein zentrales GameSpy-Konto benötigt, an das der CD-Key gebunden wird. GameSpy stellte 2014 den Dienst ein. Von der Gemeinschaft wurden Alternativen zur Verfügung gestellt.

### Bugs
Der erste Patch führte zu schwerwiegenden Problemen, weshalb Electronic Arts empfahl, das Spiel neu zu installieren und auf einen neuen Patch zu warten. Erst mit Version 1.02 wurden die gröbsten Probleme behoben. Mit Version 1.2.1 wurden teils schwerwiegende Fehler behoben.

### Ranked-Server
Mit den Statistiken werden alle spielerischen Aktionen eines Spielers auf einem Zentral-Server gespeichert, die auf einem offiziellen Ranked-Server ausgeführt werden. EA lizenzierte zu Beginn nur einen Serverbetreiber K-Play, der die Preise für sein Monopol hoch hielt.

### Special Forces und Boosterpacks
Electronic Arts bot mit dem Add-on zum ersten Mal ein Spiel zum Pre-Download an. Der Preis war mit rund 25 € höher als der Straßenpreis für die DVD samt Handbuch und Verpackung in Deutschland. Das Spiel wurde am 22. November 2005 freigeschaltet und erschien am 24. November im Handel. Das Spiel wurde um zusätzliche Waffen und Karten mit Fokus auf den Häuserkampf ergänzt. Technische Verbesserungen wurden nicht vorgenommen.

## Rezeption
Das Weltranglisten- und Beförderungssystem sei motivierend. Die Karten seien vielfältig gestaltet. Die Balance der Fahrzeuge ausgewogen. Kritisiert wurde, dass weniger Spielmodi als bei früheren Spielen der Reihe enthalten seien. Es handele sich um ein intelligentes Taktik-Spiel, das Teamplay stärker belohne. Das Spielgefühl sei intensiv. Die Grafik setze neue Maßstäbe, aber auch die Soundkulisse. Die Schussgeräusche seien derart realistisch, dass man anhand der Positionierung Feindbeschuss verorten kann.

### Verkaufserfolg
Bis zum 30. Juni 2005 verkaufte Electronic Arts über eine Million Exemplare. Auch die erste Erweiterung Special Forces verkaufte sich mit 650.000 Exemplaren ebenfalls gut. Bis Anfang 2006 fand das Hauptspiel 1,9 Millionen Abnehmer.